# John Ongayo Kokwaro
John Ongayo Kokwaro (Gem, Siaya, 1940 ) es un botánico keniata, que desarrolla sus actividades científicas y académicas, desde agosto de 1968, como profesor de botánica y especialista en plantas medicinales en la Universidad de Nairobi.
Después de su primera educación en Kisumu y en el Bungoma Missionary College, en Uganda, se incorporó a la Universidad de Adís Abeba, donde obtuvo su B.Sc. con una ]licenciatura en agricultura. En 1966, se le concedió una beca de posgrado del gobierno sueco, y se unió a la Universidad de Upsala, donde realizó proyectos de investigación en botánica sistemática tanto para su maestría como el doctorado. Volvió a Kenia brevemente en 1968 para trabajar sobre el terreno, y se unió al cuerpo docente del Departamento de Botánica de la Universidad de Nairobi.
Sus investigaciones se enfocan en sistemática económica, sobre todo de la flora de África. Ha publicado más de 70 publicaciones, entre ellas siete libros reconocidos internacionalmente. Entre sus libros se encuentran cuatro en la "Flora de África Tropical Oriental", "Clasificación de los cultivos de África", y "Las plantas medicinales del este de África". El uso de diferentes especies de Maytenus, y en especial de Maytenus serrata en la medicina tradicional como otra cura para leucemia y otros tipos de cáncer, en Kenia, fue reportada primero por Kokwaro en uno de sus libros. La maitansina, un fármaco contra el cáncer más tarde fue aislado de las mismas plantas en los Estados Unidos.

## Honores

### Membresías
- de varias organizaciones científicas nacionales e internacionales
- socio vitalicio y expresidente de la Sociedad de Historia Natural del África Oriental (fundada en 1909)
- de la Sociedad Linneana de Londres (FLS)
- de la Academia Africana de Ciencias desde 1995, director Ejecutivo de AAS (1994 - 1996)

## Algunas publicaciones
- 1968. Flora of Tropical East Africa: Valerianaceae. Ed. Balkema, 9 pp.

### Libros
- 2009. Medicinal Plants of East Africa. 3ª edición ilustrada de Univ. of Nairobi Press, 478 pp. en línea ISBN 9966846840, ISBN 9789966846846

- 2000. Flora of Tropical East Africa: Geraniaceae. Ed. Kew Publ. 24 pp. ISBN 1842462636, ISBN 9781842462638

- 1998. Luo Biological Dictionary. Con Timothy Johns. Ed. East African Publ. 264 pp. en línea ISBN 9966468412, ISBN 9789966468413

- 1982. A Check-list of Botanical, Samburu, and Rendile Names of Plants of the "IPAL" Study Area, Marsabit District, Kenya. IPAL technical report. Con Dennis J. Herlocker, colaboró UNEP-MAB Integrated Project in Arid Lands. Ed. UN Educ. Sci. & Cultural Organization, 164 pp.

- 1974. Advantages & Disadvantages of Charcoal Burning in Kenya. N.º 4049 Institute for Development Anthropology doc. Ed. IDEP, 44 pp.

## Honores

### Epónimos
- (Meliaceae) Turraea kokwaroana Styles & F.White[5]
- La abreviatura «Kokwaro» se emplea para indicar a John Ongayo Kokwaro como autoridad en la descripción y clasificación científica de los vegetales.[6]